# 크리스토퍼 배리오스 주니어 살인사건
크리스토퍼 마이클 배리오스 주니어(영어: Christopher Michael Barrios Jr., 2001년 1월 2일 ~ 2013년 8월 8일)는 2013년 8월 8일 일 조지아주 브런즈윅에서 강간 및 살해된 12세 미국인 소년이다. 그의 시신은 2013년 8월 15일 그가 사라진 곳에서 불과 몇 마일 떨어진 곳에서 발견되었다.

## 같이 보기
- 아동 성학대